# Andrea Leitgeb

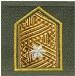
Dienstgrad Brigadier

Andrea Leitgeb (* 12. Juli 1962 in Innsbruck) ist eine österreichische Ärztin und Offizierin im Generalsrang.
Sie ist der erste weibliche Brigadier des österreichischen Bundesheeres.

## Biografie
Andrea Leitgeb studierte zunächst Humanmedizin und absolvierte im Anschluss eine Ausbildung zur Fachärztin für Allgemeinchirurgie. Sie begann ihre militärische Laufbahn im Januar 2001. Nach Beendigung des Ausbildungsdienstes trat sie im August 2001 eine Stelle als Oberärztin und Chirurgin im Heeresspital in Stammersdorf an. Vom 1. November 2001 bis zum 30. Juni 2002 absolvierte Leitgeb einen Auslandseinsatz als Bataillonsärztin im Golan in Syrien. Seit 2004 ist sie in der Sanitätsschule des Bundesheeres tätig. Am 31. März 2014 wurde die promovierte Medizinerin Andrea Leitgeb vom österreichischen Verteidigungsminister Gerald Klug unter gleichzeitiger Beförderung zum Brigadier zur Kommandantin der Sanitätsschule ernannt. Die Sanitätsschule des österreichischen Bundesheeres ist zuständig für Forschung und Lehre des Sanitätsdienstes sowie die weiterführende Ausbildung des gesamten militärischen Sanitätspersonals.

## Auszeichnungen (Auswahl)
- Wehrdienstmedaille bronze
- Militär-Anerkennungsmedaille

## Publikationen
- Der Militärarzt im Peacekeeping-Einsatz. In: Vielfalt in Uniform Band 3, 2004, ISBN 3-902456-11-6. als PDF, 26 Seiten, abgerufen am 30. Juni 2014